# 財部站

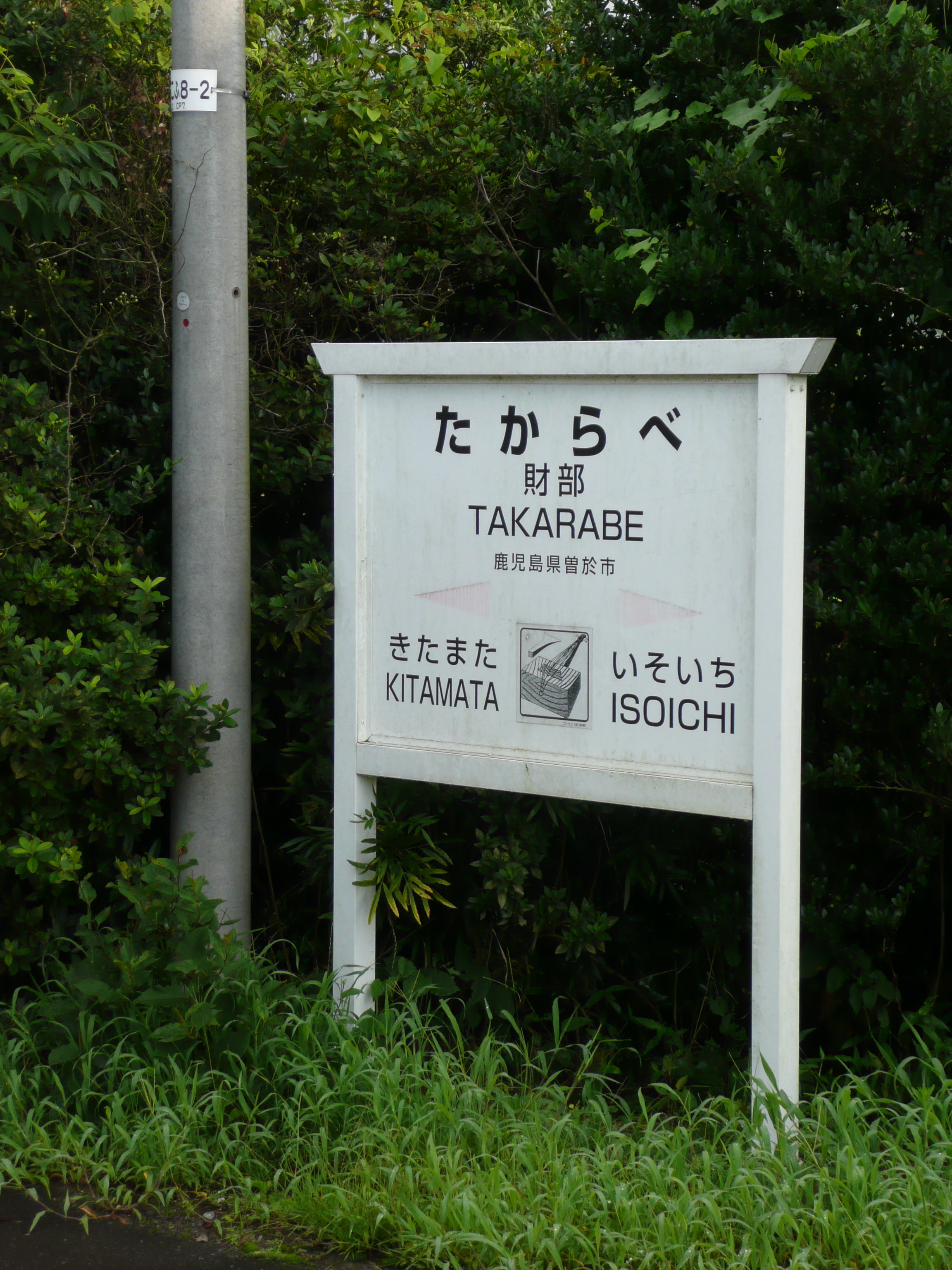
站名牌（2009年7月）

財部站（日语：／ Takarabe eki */?）是位於鹿兒島縣曾於市財部町北俁，九州旅客鐵道（JR九州）的日豐本線車站，是舊財部町的中心車站。
此站是日豐本線從起點（小倉站）一方，鹿兒島縣內首個車站。曾經設有於此站駅折返的列車，現在沒有該班次。在1980年，急行「錦江」降級為快速，同時成為快速停車站。另外隨著開設特急「霧島」，此站只普通列車停站。

## 車站構造
車站是一座地面車站，設有2面2線的相對式月台。車站曾經設有砂漿建成的車站大樓，由於建築物老化，車站大樓拆毀並重建車站大樓。新車站大樓在2008年（平成20年）3月23日落成。車站為無人車站。

### 月台
| 月台 | 路線      | 上下行 | 方向           |
| ---- | --------- | ------ | -------------- |
| 1    | ■日豐本線 | 下行   | 鹿兒島中央方向 |
| 2    | ■日豐本線 | 上行   | 都城、宮崎方向 |

## 歷史
- 1929年4月28日：日本國有鐵道（國鐵）國都東線西都城～本站開通，車站開業，為終點站[1]。
- 1931年11月1日：國都東線由本站伸延至大隅大川原，改為中途站[2]。
- 1971年2月1日：終止貨物業務。
- 1987年4月1日：隨國鐵分割民營化，車站由九州旅客鐵道（JR九州）營運。
- 1993年：

- 8月6日：受平成5年8月豪雨影響，西都城站至鹿兒島站一段停駛。
- 9月19日：隨西都城～大隅大川原重開而復運。

- 2022年4月1日：隨宮崎綜合鐵道事業部改組，並且昇格為宮崎支社（日语：九州旅客鉄道宮崎支社），車站管理權由宮崎支社承繼[4]，本站改成為與宮崎支社之間的分隔站，亦是鹿兒島支社於日豐本線管轄上最遠的車站。

## 使用狀況
在2015年度，1日平均乘車人次為75人。2016年起，因JR九州只公佈使用人數首300個車站的人數，本站因未達至首300位而獲得公佈實質人數的車站，然而2016年-2018年度，車站由於仍能保持於每日乘車人數超過100人，因而獲得在排行榜外上名。不過，2019年度起則因每日乘車人數少於100人而未有上名。然而在曾於市現存的三個鐵路車站中（均位於舊財部町），本站已是使用人數最多的車站。
| 年度 | 1日平均 乘車人次 | 1日平均 上下車人次 |
| ---- | ---------------- | ------------------ |
| 2007 | 67               | 144                |
| 2008 | 69               | 147                |
| 2009 | 66               | 144                |
| 2010 | 58               | 125                |
| 2011 | 64               | 138                |
| 2012 | 80               | 171                |
| 2013 | 80               | 169                |
| 2014 | 78               | 167                |
| 2015 | 75               | 159                |

## 相鄰車站
九州旅客鐵道
■日豐本線
■特急「霧島」
通過
■普通列車
五十市－財部－北俁

## 外部連結
- JR九州財部站 （页面存档备份，存于）